# Kristof Vandewalle
Kristof Vandewalle (Kortrijk, Flandes Occidental, 5 d'abril de 1985) és un ciclista belga, professional des del 2008 fins al 2015.
En el seu palmarès destaca la victòria al Gran Premi del cantó d'Argòvia del 2010 i els Tres dies de Flandes Occidental del 2013.

## Palmarès
- 2003
  - 1r a la Ruta de l'Avenir i vencedor de 2 etapes
  - 1r a La Bernaudeau Juniors
- 2006
  - 1r als Dos dies del Gaverstreek
- 2007
  - Vencedor d'una etapa del Tour de l'Avenir
- 2010
  - 1r al Gran Premi del cantó d'Argòvia
- 2012
  -  Campió del món en contrarellotge per equips
  -  Campió de Bèlgica en contrarellotge
- 2013
  -  Campió del món en contrarellotge per equips
  -  Campió de Bèlgica en contrarellotge
  - 1r als Tres dies de Flandes Occidental i vencedor d'una etapa
- 2014
  -  Campió de Bèlgica en contrarellotge
  - Vencedor d'una etapa a la Volta a Polònia
  - Vencedor d'una etapa a la Volta a Àustria

### Resultats al Giro d'Itàlia
- 2011. 93è de la classificació general
- 2015. No surt (15a etapa)

### Resultats a la Volta a Espanya
- 2011. 104è de la classificació general
- 2012. 91è de la classificació general
- 2013. Abandona (15a etapa)
- 2014. 87è de la classificació general